# Лейф Андерссон
Лейф А́ндерссон  (швед. Leif Andersson; 26 квітня 1961) — шведський біатлоніст, олімпійський медаліст.

## Виступи на Олімпіадах
| Олімпіада        | Дисципліна                | Місце |
| ---------------- | ------------------------- | ----- |
| Сараєво 1984     | спринт 10 км              | 24    |
| Сараєво 1984     | індивідуальна гонка 20 км | 8     |
| Калгарі 1988     | спринт 10 км              | 57    |
| Калгарі 1988     | індивідуальна гонка 20 км | 37    |
| Калгарі 1988     | естафета 4 х 7,5 км       | 7     |
| Альбервіль 1992  | індивідуальна гонка 20 км | 38    |
| Альбервіль 1992  | естафета 4 х 7,5 км       | 3     |
| Ліллехаммер 1994 | індивідуальна гонка 20 км | 25    |
| Ліллехаммер 1994 | естафета 4 х 7,5 км       | 11    |